# Carlos Benavides Escardó
Carlos Benavides Escardó es un dirigente deportivo y exfutbolista peruano y se desempeñó como arquero. Ocupó diversos cargos gerenciales en el club Sporting Cristal entre el 2004 al 2008 y el 2011 y el 2019 así como la presidencia de esa institución entre enero y marzo de 2019. Desde febrero del 2022 ocupa el cargo de presidente del Club Celaya de México.

## Trayectoria
Se formó en el Cantolao, los años 1999 y 2000 fue promocionado tercer arquero del Sporting Cristal, el año 2001 fue cedido al Unión Minas.
Regresó al cuadro bajopontino al año siguiente donde consiguió el Campeonato Descentralizado 2002 como segundo arquero, el 2003 se retira para dedicarse al fútbol de manera dirigencial.
Integró la Selección de fútbol del Perú sub-20 que participó en el Campeonato Sudamericano Sub-20 de 1999, jugó todos los partidos como titular, siendo el capitán del equipo.
Como dirigente, estuvo ligado casi exclusivamente al club Sporting Cristal. Tras un primer paso entre los años 2007 y 2008 como gerente deportivo, el año 2011 regresó a la institución para ocupar el cargo de gerente general bajo la presidencia de Felipe Cantuarias manteniéndose en ese cargo hasta enero del 2019 obteniendo los títulos nacionales de las temporadas 2012, 2014, 2016 y 2018. En enero del 2019 fue nombrado presidente del club Sporting Cristal a la vez que mantuvo su puesto de Gerente General. En marzo de ese año renunció a ambos cargos. En el mes de julio del 2020, el Club Bolívar de La Paz anunció que Benavides ocuparía el cargo de gerente general de esa institución.
Ese mismo año publicó el libro "El Poder de la Transformación" escrito conjuntamente con Pablo Vega Buccicardi, en el que narran las decisiones de gestión estratégica aplicadas durante su gestión como gerente general del Sporting Cristal.
En julio de 2020 fue nombrado COO de Claure Fútbol Group y Gerente General del Club Bolívar de La Paz, Bolivia hasta que anunció su alejamiento en mayo del 2021. En junio de 2021 fue nombrado director general del Club Celaya de México. En febrero de 2021 fue nombrado presidente de ese club.

## Clubes
| Club             | País | Año         |
| ---------------- | ---- | ----------- |
| Alcides Vigo     | Perú | 1997        |
| Sport Agustino   | Perú | 1998        |
| Sporting Cristal | Perú | 1999 - 2000 |
| Unión Minas      | Perú | 2001        |
| Sporting Cristal | Perú | 2002 - 2003 |

## Palmarés

### Campeonatos nacionales
| Título                    | Club             | País | Año  |
| ------------------------- | ---------------- | ---- | ---- |
| Primera División del Perú | Sporting Cristal | Perú | 2002 |